# Томм Ворнек
Томм Ворнек (англ. Tomm Warneke; нар. 9 жовтня 1961) — колишній американський тенісист.
Найвищу одиночну позицію світового рейтингу — 159 місце досяг 17 березня 1986, парну — 43 місце — 9 березня 1987 року.
Найвищим досягненням на турнірах Великого шолома був чвертьфінал в парному розряді.

## Фінали Гран-прі за кар'єру

### Парний розряд: 1 (0–1)
| Результат | W/L | Дата     | Турнір              | Покриття | Партнер      | Суперники                 | Рахунок  |
| --------- | --- | -------- | ------------------- | -------- | ------------ | ------------------------- | -------- |
| Поразка   | 0–1 | Гру 1985 | Аделаїда, Австралія | Трава    | Нелсон Аертс | Марк Едмондсон Кім Ворвік | 4–6, 4–6 |

## Титули на челленджерах

### Парний розряд: (2)
| Ранг | Рік  | Турнір           | Покриття | Партнер                | Суперники                                 | Рахунок  |
| ---- | ---- | ---------------- | -------- | ---------------------- | ----------------------------------------- | -------- |
| 1.   | 1985 | Монреаль, Канада | Тверде   | Енді Ендрюс (тенісист) | Келле Евернден Майкл Робертсон (тенісист) | 6–3, 7–6 |
| 2.   | 1985 | Скенектаді, США  | Тверде   | Енді Ендрюс (тенісист) | Фред Перрін Норм Шелленґер                | 6–4, 7–6 |